# Гетероатомні мінерали
Мінерали гетероатомні (від грец. ἕτερος — інший і атом; рос. минералы гетероатомные, англ. heteroatomic minerals; нім. heteroatome Minerale n pl) — мінерали, які складаються з різних типів атомів.
До них належать всі мінерали, за винятком деяких простих речовин.